# Джерада
Джера́да, или Джерада́ (араб. جرادة‎) — город в Марокко, расположен в Восточной области. По-арабски пишется также как и слово «саранча».

## Географическое положение
Центр города располагается на высоте 1052 метров над уровнем моря.

## Демография
Население города по годам:
| 1982   | 2004   | 2012   |
| ------ | ------ | ------ |
| 43 016 | 43 916 | 41 823 |

## Транспорт
Ближайший аэропорт расположен в городе Уджде.